# Remo Fedi
Remo Fedi (Sesto Fiorentino, 16 aprile 1888 – ...) è stato uno scrittore, crittanalista e antifascista italiano.

## Biografia
Remo Fedi è stato un linguista, studioso di filosofia ermetica, crittografia, esoterismo, occultismo, demonologia del XX secolo, oltre che un oppositore antifascista al regime di Benito Mussolini.
Tra i suoi libri, Realismo spiritualista (1939), Il Bene e la libertà (1944), Psiche e cosmo (1946), L'interpretazione demonologica dei fenomeni metapsichici (ripubblicato nel gennaio 2015), Demonologia e metapsichica (ripubblicato nel 2012).
Poliglotta ed eclettico, sua è anche la prima traduzione in italiano, nel 1944, del Kybalion, una raccolta di insegnamenti attribuita ad Ermete Trismegisto di cui tradusse anche il Pimandro.
Fu anche il traduttore in italiano del romanzo Dracula, il principe delle tenebre di Bram Stoker.
All'inizio della Grande Guerra  l'Esercito Italiano non disponeva di un Ufficio Cifra. La stazione radiotelegrafica di Codroipo era in grado di intercettare i messaggi austriaci ma non di decrittarli. Il Comando Supremo inviò il cap. Sacco, comandante della stazione di Codroipo, in Francia presso il quartier generale. Qui i Francesi furono in grado di decrittare i messaggi austriaci, ma rifiutarono di istruire gli italiani sui loro metodi di decrittazione. Sacco propose quindi ai suoi superiori di istituire un Ufficio Cifra italiano; nella primavera del 1916, fu organizzato a Udine l'Ufficio Crittografico formato da Luigi Sacco, Remo Fedi, Tullio Cristofolini, Mario Franzotti che riuscirono a forzare il cifrario campale austriaco, quello diplomatico, e quello navale. Notevoli risultati furono ottenuti anche contro i cifrari tedeschi in uso nei Balcani. La possibilità di intercettare e decrittare i messaggi austriaci ebbe un'importanza non trascurabile nel 1918, per fronteggiare l'offensiva austriaca del Piave.
Negli anni del regime fascista, frequentò i circoli antifascisti milanesi e nel 1939 trascorse anche un periodo al confino a Colfiorito con altri antifascisti tra cui Lelio Basso. In concomitanza con la caduta del governo Mussolini fu tra i membri fondatori del Comitato di Concentrazione Antifascista di Piombino. Si trasferì a Roma e nel 1944, dopo la fine dell'occupazione nazifascista, la sua casa in vicolo del Cinque, divenne sede del CLN di Roma Trastevere Monteverde Portuense.
Nel secondo dopoguerra e fino a tarda età continuò con una certa assiduità a scrivere sulla rivista "Il pensiero mazziniano", e altre di contenuto fantascientifico ed ermetico.